# Episodi di United States of Tara (seconda stagione)
La seconda stagione della serie televisiva United States of Tara è stata trasmessa negli Stati Uniti dal 22 marzo al 7 giugno 2010 sul canale Showtime.
In Italia la stagione è andata in onda dal 18 ottobre 2010 al 3 gennaio 2011 su Mya di Mediaset Premium. In chiaro è andata in onda dal 24 luglio al 28 agosto 2011 su Canale 5.
| nº | Titolo originale                | Titolo italiano                                      | Prima TV USA   | Prima TV Italia  |
| -- | ------------------------------- | ---------------------------------------------------- | -------------- | ---------------- |
| 1  | Yes                             | Yes                                                  | 22 marzo 2010  | 18 ottobre 2010  |
| 2  | Trouble Junction                | Guai in vista                                        | 29 marzo 2010  | 25 ottobre 2010  |
| 3  | The Truth Hurts                 | La verità fa male                                    | 5 aprile 2010  | 1º novembre 2010 |
| 4  | You Becoming You                | Tu diventi te                                        | 12 aprile 2010 | 8 novembre 2010  |
| 5  | Doin' Time                      | Autarchia analitica                                  | 19 aprile 2010 | 15 novembre 2010 |
| 6  | Torando!                        | Torando                                              | 26 aprile 2010 | 22 novembre 2010 |
| 7  | Dept. of F'd Up Family Services | Dipartimento Servizi Sociali per Famiglie Incasinate | 3 maggio 2010  | 29 novembre 2010 |
| 8  | Explosive Diorama               | Diorama esplosivo                                    | 10 maggio 2010 | 6 dicembre 2010  |
| 9  | The Family Portrait             | Ritratto di famiglia                                 | 17 maggio 2010 | 13 dicembre 2010 |
| 10 | Open House                      | Open house                                           | 24 maggio 2010 | 20 dicembre 2010 |
| 11 | To Have and to Hold             | Avere e stringere                                    | 31 maggio 2010 | 27 dicembre 2010 |
| 12 | From this Day Forward           | A partire da questo giorno                           | 7 giugno 2010  | 3 gennaio 2011   |

## Yes
- Titolo originale: Yes
- Diretto da: Craig Zisk
- Scritto da: Diablo Cody

### Trama
Dopo tre mesi dal ricovero di Tara, la famiglia Gregson decide di disfarsi di tutti i vestiti dei suoi alter ego. L'intera famiglia sembra finalmente felice: Tara segue un nuovo trattamento farmacologico e non ha più transizioni da tre mesi, Max sta avendo successo nel suo lavoro, Kate si è diplomata al liceo, Marshall fa conoscenza di un nuovo ragazzo gay di nome Lionel, e il legame tra Charmaine e Nick è diventato più forte ed intimo. Ma all'improvviso un vicino solitario dei Gregson si suicida e alla famiglia viene affidata inaspettatamente la responsabilità sulla casa. I Gregson conoscono e fanno amicizia con Ted e Hanny, due vicini di casa gay. Nel frattempo, Nick regala a Charmaine l'anello di fidanzamento e affronta con lei la questione del matrimonio, e Kate inizia un nuovo lavoro in un'agenzia di recupero crediti locale. Tara entra da sola nell'abitazione del vicino suicida e, scossa dall'esperienza provata e dal pensiero del suicidio, ha improvvisamente una transizione in Buck, il quale va a trovare la barista di nome Pammy per la quale ha una cotta.

## Guai in vista
- Titolo originale: Trouble Junction
- Diretto da: Craig Zisk
- Scritto da: Jill Soloway

### Trama
Tara è sconvolta nello scoprire, dopo aver parlato con la barista che la crede Buck, che i suoi alter ego stanno di nuovo riemergendo, ma decide di mantenere segreto il fatto, anche con il marito. Appena fidanzata, Charmaine chiede di andare a vivere con Tara e la sua famiglia. Max decide di iniziare un nuovo progetto comprando la casa del vicino e ristrutturandola. Intanto Kate incontra per lavoro una donna misteriosa, Lynda P. Frazier, che scopre essere un'artista, e Marshall inizia una nuova relazione con una ragazza di nome Courtney. Inoltre, dopo un'altra transizione di Tara, Buck copula con la barista Pammy.

## La verità fa male
- Titolo originale: The Truth Hurts
- Diretto da: Adam Davidson
- Scritto da: Tracy McMillan

### Trama
Buck compare ogni giorno per frequentare la barista, così la prima volta che la personalità non si presenta Tara deve fingersi Buck con Pammy in modo da mantenere segreti i suoi incontri con lei. Nonostante ciò Tara non riesce nel suo intento e cerca di spiegarle il suo disturbo. Pammy è sconvolta e la famiglia Gregson finisce per scoprire la verità: gli alter ego di Tara sono tornati. Le azioni di Buck e le bugie della moglie scatenano un nuovo lato violento di Max. Nel frattempo Neil, il collega di Max, scopre che Charmaine, di cui è ancora infatuato dopo una scappatella con lei, sta per sposarsi e rimane afflitto. Marshall e Courtney hanno una prima esperienza sessuale, mentre Kate fa amicizia con Lynda e apprezza i suoi dipinti raffiguranti la supereroina Valhalla Hawkwind. 

## Tu diventi te
- Titolo originale: You Becoming You
- Diretto da: Adam Davidson
- Scritto da: Dave Finkel, Brett Baer

### Trama
Tara decide di incontrare una nuova terapeuta, ma in realtà quest'ultima non è che una sua nuova personalità che si manifesta improvvisamente, Shoshana Schoenbaum, che emula una reale terapeuta di cui Tara ha letto il libro. Intanto, Max cerca con difficoltà di superare la faccenda di Buck e della sua relazione. Tara e Max scoprono che Kate fa da modella con il costume di Valhalla Hawkwind e disapprovano la sua relazione con Lynda. Charmaine rivela alla famiglia di essere incinta e insieme a Nick prende la decisione di andare a vivere nella casa acquistata da Max dopo che questa sarà ristrutturata. Inoltre, Marshall fa ufficialmente coming out con il padre. 

## Autarchia analitica
- Titolo originale: Doin' Time
- Diretto da: Craig Gillespie
- Scritto da: Sheila Callaghan

### Trama
Tara scopre la sua nuova personalità, Shoshana, e il modo in cui si relaziona con lei, e arriva alla conclusione che tale alter ego la sta effettivamente aiutando a ricordare momenti del suo passato, ma Max è scettico al riguardo. Charmaine fa la sua prima ecografia e scopre che il bambino è in realtà figlio di Neal, e non di Nick, e lo rivela alla sorella. Nel frattempo, il video di Kate in cui interpreta Valhalla Hawkwind diventa popolare su Internet. Max viene arrestato per aver aggredito il falegname che aveva preso soldi da lui senza fare alcun lavoro. Max viene fatto uscire di prigione da Neil, mentre Tara non arriva, a causa del ripresentarsi della sua nuova personalità.

## Torando
- Titolo originale: Torando!
- Diretto da: Craig Gillespie
- Scritto da: Craig Wright

### Trama
Max, cercando di dare un senso a quanto sta succedendo, fa una "seduta" con il nuovo alter ego di Tara, la terapeuta Shoshana Schoenbaum. Intanto Marshall ha problemi nel porre fine alla sua relazione con Courtney, la quale si mostra perfettamente a suo agio con l'omosessualità del ragazzo e vuole che loro due rimangano una coppia. Kate ha in programma di andare ad una mostra di fumetti con Lynda, vestita da Valhalla Hawkwind, nonostante il divieto dei genitori. Nel frattempo, in televisione viene dato un allarme tornado nella zona e il tempo inizia a peggiorare. I Gregson, i loro vicini gay e Charmaine si rifugiano nella cantina della casa appena comprata. Tara passa rapidamente attraverso una serie di suoi alter ego e infine diventa Shoshana, la quale inizia una seduta di terapia di gruppo e finisce per rivelare a tutti il segreto di Charmaine. Cessato il temporale, Tara torna in sé e si allontana tra le macerie lasciate dal tornado.

## Dipartimento Servizi Sociali per Famiglie Incasinate
- Titolo originale: Dept. of F'd Up Family Services
- Diretto da: Tricia Brock
- Scritto da: Dave Finkel, Brett Baer

### Trama
Subito dopo il termine del tornado, Max si affretta a ripulire la casa, perché un assistente sociale, mandato dal tribunale in seguito al suo precedente arresto, farà presto visita alla famiglia per verificare che lui sia un genitore responsabile. Tara è stressata e i suoi alter ego fanno apparizione nel peggior momento possibile. Nonostante i numerosi imprevisti, l'incontro con l'assistente sociale va bene, anche se Charmaine deve fingersi la moglie di Max mentre Tara ha una transizione in Gimme. Nel frattempo, Marshall riesce a troncare definitivamente la sua relazione con Courtney, dopo aver definito come fittizio il loro rapporto. Kate rimane delusa quando il suo avatar, Valhalla Hawkwind, non genera alcun interesse presso un negozio di fumetti. Inoltre, Neil scopre che Charmaine è incinta e che lui è il padre del bambino, ma rimane amareggiato dall'insensibilità della donna e le consiglia di abortire. Tara diventa amica di Lynda, accendendo la gelosia della figlia. 

## Diorama esplosivo
- Titolo originale: Explosive Diorama
- Diretto da: Penny Marshall
- Scritto da: Diablo Cody, Jill Soloway

### Trama
Kate è infastidita dalla nuova amicizia tra Tara e Lynda, e accusa la madre di portarle via tutto ciò che è importante per lei. La ragazza inizia a connettersi in webcam per mostrarsi a sconosciuti nei panni di Valhalla Hawkwind, in cambio di regali costosi e notorietà. Nel frattempo, Charmaine sta ancora cercando un modo per tenere il bambino di Neil e restare insieme a Nick. Infine racconta al fidanzato la verità, ma lui non la prende bene. Gli alter ego di Tara non si manifestano da un po' di tempo, da quando lei è impegnata nell'aiutare Lynda a preparare una mostra d'arte del quartiere. Tuttavia Max non apprezza l'arte di Tara e sente la moglie distante da lui e dalla famiglia. I due coniugi hanno un diverbio, e Max se ne va cercando attenzioni altrove. Altrove, Marshall si avvicina al suo amico gay Lionel, che gli mostra le sue abitudini sconsiderate di feste e droga.

## Ritratto di famiglia
- Titolo originale: The Family Portrait
- Diretto da: Jamie Babbit
- Scritto da: Craig Wright

### Trama
Dopo la lite alla mostra d'arte, Max trascorre la notte con la barista Pammy. Nel frattempo, Kate inizia a stancarsi delle bizzarrie delle persone che incontra in webcam, ma rimane incuriosita da un cliente, di nome Zach, che le chiede un appuntamento. Max e Lionel hanno un interessante incontro con una consulente scolastica. Nick sembra accettare la gravidanza della fidanzata, ma insiste affinché Charmaine tronchi ogni rapporto con Neil e gli faccia firmare un documento per cedere i diritti di genitore. Intanto Tara spera di riallacciare il proprio rapporto con la famiglia con il suo ultimo progetto artistico, un ritratto di famiglia, e lascia al suo alter ego Shoshana il compito di dare a Max quelle attenzioni che lei al momento non riesce a dargli. Marshall viene a conoscenza della separazione tra i vicini di casa Ted e Hany, che è stata causata indirettamente da Lionel.

## Open house
- Titolo originale: Open House
- Diretto da: Jamie Babbit
- Scritto da: David Iserson

### Trama
Tara è turbata dalla notizia dell'infedeltà di Max. Più tardi, lei e Charmaine fanno delle domande a loro madre riguardo ai ricordi d'infanzia di Tara, ma la donna, sentendosi incolpata, ne fa nascere una polemica ed evita di rispondere loro, spostando la discussione sul matrimonio di Charmaine e sulla sua decisione di crescere il figlio con Nick, sebbene Neil sia il padre. Intanto Max, dopo aver messo in vendita la nuova casa appena ristrutturata, ha un incontro con una coppia di acquirenti, che va a monte a causa dell'apparizione di Alice. Nel frattempo, Marshall e Lionel vanno in un parco, luogo di battuage della zona, e mentre Lionel si allontana con il primo sconosciuto, Marshall si sente a disagio e, incontrando Ted, torna a casa accompagnato da lui. Inoltre, il nuovo fidanzato di Kate, Zach, si mostra preoccupato con lei riguardo alla loro differenza di età.

## Avere e stringere
- Titolo originale: To Have and to Hold
- Diretto da: Craig Zisk
- Scritto da: Tracy McMillan, Sheila Callaghan

### Trama
Tara e Charmaine si recano a Lawrence per fare visita ad una donna chiamata Mimi, che appare frequentemente nei vaghi ricordi d'infanzia di Tara. Mimi è chiaramente il modello emulato da uno degli alter ego di Tara, Alice. Tara e Charmaine scoprono di essere state date in affidamento alla donna, la quale rivela inoltre che le venivano affidati i "casi peggiori". Tara ha una transizione in T e successivamente in un nuovo alter ego, Pulcino, la personificazione di Tara stessa all'età di cinque anni. Nel frattempo Kate cerca di cambiare il suo comportamento e la sua personalità per piacere a Zach. Marshall comincia ad innamorarsi di Lionel, nonostante la cattiva influenza che sembrava avere su di lui. Inoltre, Neil lascia la città.

## A partire da questo giorno
- Titolo originale: From this Day Forward
- Diretto da: Craig Zisk
- Scritto da: Diablo Cody, Jill Soloway

### Trama
È il giorno del matrimonio tra Charmaine e Nick presso la casa dei Gregson. I genitori di Tara e Charmaine, Bev e Frank, arrivano per prendere parte alla cerimonia. Frank, ai primi stadi della malattia di Alzheimer, è smemorato e fa un confuso cenno a Tara circa un fratello assente. Nel frattempo, nonostante l'accordo tra lui e Marshall, l'attivismo politico di Lionel porta il ragazzo ad andarsene dopo che Zach, il fidanzato di Kate, gli rivela di ritenere che le leggi sul matrimonio non vadano applicate anche per gli omosessuali. Poco dopo Kate ordina a Zach di andarsene dal matrimonio, quando il suo atteggiamento inizia a farsi troppo possessivo ed intollerante. Il matrimonio diventa un disastro quando fa apparizione l'alter ego puerile di Tara e Nick, spazientito dalle stranezze della famiglia Gregson, abbandona Charmaine sull'altare. Dopo la mancata cerimonia, Tara affronta i genitori, i quali rivelano di aver dato in affidamento lei e Charmaine per proteggerle dal loro fratellastro, Bryce, un ragazzo problematico di cui si erano dovuti prendere cura, e di cui ora nessuno ha più tracce. Tara è sconvolta dal fatto che i genitori abbiamo tenuto segreto il fatto sino ad allora, anche quando avrebbe potuto essere d'aiuto per il suo disturbo psicologico. Infine, Neil torna in città per consolare Charmaine. 